# 町田 (弘前市)
町田（まちだ）は、青森県弘前市の地名。郵便番号は036-8314。

## 地理
北は中崎、東は船水、南は八代町、藤内町、西は石渡、独狐に接する。

## 沿革
- 1889年（明治22年） - 藤代村の一部。
- 1891年（明治24年） - 当時の記録では人口375、戸数47、厩42であった。
- 1955年（昭和30年） - 弘前市の大字になる。

## 世帯数と人口
2017年（平成29年）6月1日現在の世帯数と人口は以下の通りである。
| 丁目       | 世帯数 | 人口  |
| ---------- | ------ | ----- |
| 町田一丁目 | 45世帯 | 109人 |
| 町田二丁目 | 86世帯 | 186人 |
| 町田三丁目 | 36世帯 | 101人 |
| 計         | 86世帯 | 396人 |

## 施設

### 農協
- JAライスセンター
- JA総合物流センター
- JA農機具センター

### 公共
- 弘前市町田地区ふれあいセンター
- 町田納税貯蓄組合

## 小・中学校の学区
市立小・中学校に通う場合、学区は以下の通りとなる。
| 大字       | 番・番地 | 小学校             | 中学校             |
| ---------- | -------- | ------------------ | ------------------ |
| 町田       | 全域     | 弘前市立致遠小学校 | 弘前市立第二中学校 |
| 町田一丁目 | 全域     | 弘前市立致遠小学校 | 弘前市立第二中学校 |
| 町田二丁目 | 全域     | 弘前市立致遠小学校 | 弘前市立第二中学校 |
| 町田三丁目 | 全域     | 弘前市立致遠小学校 | 弘前市立第二中学校 |

## 交通
- 弘南バス
  - 町田（弘前 - 三世寺温泉・板柳・笹館線、他）停留所。
  - 総合物流センター前（弘前 - 堂ヶ沢・十腰内、堂ヶ沢 - 小栗山線）停留所。